# Beth Shapiro
'Beth Alison Shapiro' (Allentown, 14 gennaio 1976) è una biologa evoluzionista statunitense, professoressa di ecologia e biologia evolutiva presso l'Università della California, Santa Cruz e ricercatrice dell'Howard Hughes Medical Institut. Nel marzo 2024, Shapiro è diventata direttrice scientifica di Colossal Biosciences.
Nota per How to Clone a Mammoth, il suo lavoro si è concentrato sull'analisi del DNA antico.

## Biografia
Nata nel gennaio 1976 ad Allentown, Pennsylvania, Shapiro è cresciuta nella città di Rome, in Georgia. Dopo essersi diplomata al liceo, ha studiato mandarino, spagnolo, letteratura inglese e geologia presso l'Università della Georgia prima di laurearsi in ecologia nel 1994. Nel 1999 ha conseguito il master summa laude e nello stesso anno ha vinto una borsa di studio Rhodes. Ha poi frequentato l'Università di Oxford, dove ha conseguito il dottorato nel 2003 e si è distinta come specialista nei campi di ricerca del DNA antico e della paleogenetica.
Dal 2004 al 2007 Shapiro è stata direttrice dell'Henry Wellcome Ancient Biomolecules Centre presso l'università di Oxford e allo stesso tempo Wellcome Trust e Royal Society Research Fellow del Dipartimento di Zoologia dell'Università di Oxford fino al 2006. Quell'anno le è stata assegnata una borsa di ricerca della Royal Society University. Mentre era al Centro di Biomolecole, Shapiro ha effettuato l'analisi del DNA mitocondriale del dodo. Nel 2007 è diventata assistente professore presso l'Università della Pennsylvania e nel 2009 MacArthur Fellow. Dal 2012 è professoressa presso l'Università della California, Santa Cruz.
Nel 2023, Shapiro è stata eletta all'American Academy of Arts and Sciences.

## Ricerca
Oltre agli studi sul DNA dei mammut trovati in Beringia, l'estrazione di frammenti di DNA dal dodo ha attirato l'attenzione scientifica e l'interesse del pubblico. Nell'ambito di un progetto dal 2000 al 2002, lei e il suo team di ricerca sono riusciti per la prima volta a isolare minuscoli pezzi di DNA mitocondriale dalle ossa degli artigli di un esemplare di 300 anni fa proveniente dalle collezioni del Museo di Storia Naturale dell'Università di Oxford. Il confronto del DNA ha mostrato una stretta relazione con il solitario di Rodrigues, anch'esso estinto, e il piccione dal collare volante dell'Asia orientale (Caloenas nicobarica), che è ancora vivo oggi.
Shapiro è stata anche coinvolta nello sviluppo di metodi biostatistici che ricostruiscono le dinamiche di popolazione di specie animali estinte o in via di estinzione dalle sequenze geniche di campioni. Questo metodo è stato utilizzato, ad esempio, nei genomi degli orsi polari per scoprire come le influenze ambientali hanno influenzato la loro popolazione in passato.
Alla fine di gennaio 2023, l'azienda Colossal Biosciences ha annunciato l'intenzione di "far rivivere" il dodo. Shapiro ha assunto la guida del team di ricerca un anno più tardi. 
La ricerca di Shapiro sull'ecologia è stata pubblicata su riviste tra cui Molecular Biology and Evolution, PLOS Biology, Science, e Nature. Nel 2007, è stata nominata dalla rivista Smithsonian come una dei 37 giovani innovatori americani di età inferiore ai 36 anni.

## Pubblicazioni
Pubblicazioni in giornali scientifici e libri:
- Life as We Made It: How 50,000 years of human innovation refined – and redefined – nature[2][22]
- Bayesian coalescent inference of past population dynamics from molecular sequences[17]
- Rise and fall of the Beringian steppe bison[20]
- Ancient DNA: Methods and Protocols[23]
- How to Clone a Mammoth: The Science of De-Extinction[2][4]
- Flight of the Dodo[8]
- A late Pleistocene steppe bison (Bison priscus) partial carcass from Tsiigehtchic, Northwest Territories, Canada[24]